# Jamal Lewis
Jamal Lafitte Lewis (født 26. august 1979 i Atlanta, Georgia, USA) er en tidligere amerikansk footballspiller, der spillede i NFL som running back for henholdsvis Cleveland Browns og Baltimore Ravens. Hans karriere strakte sig fra 2000 til 2009.
Lewis var en del af det Baltimore Ravens-hold, der i 2001 vandt Super Bowl XXXV efter sejr over New York Giants. Hans præstationer blev en enkelt gang, i 2003, belønnet med en udtagelse til Pro Bowl, NFL's All Star-kamp.

## Klubber
- Baltimore Ravens (2000–2006)
- Cleveland Browns (2007–2009)